# Lady Audley's Jewels
Lady Audley's Jewels è un cortometraggio muto del 1913. Il nome del regista non viene riportato nei credit del film.

## Produzione
Il film fu prodotto dalla Essanay Film Manufacturing Company.

## Distribuzione
Distribuito dalla General Film Company, il film - un cortometraggio di una bobina - uscì nelle sale cinematografiche USA il 27 febbraio 1913.